# Tratado de Königsberg (1656)
El Tratado de Königsberg se firmó el 7 de enerojul./ 17 de enero de 1656greg. durante la segunda guerra del Norte. Federico Guillermo I, gran elector de Brandeburgo y ducado de Prusia, tuvo que unirse a Suecia y devino vasallo de esta por el Ducado de Prusia y Ermland (Ermeland, Warmia). En un segundo tratado, acordado el 24 de febrero de 1656 en Königsberg (Królewiec), Federico Guillermo suscribió una alianza defensiva con Francia.

## Antecedentes
En 1655, el rápido avance de los suecos en Polonia-Lituania hizo al elector de Brandeburgo Federico Guillermo preocuparse por el Ducado de Prusia, que tenía como feudo de Polonia. Federico Guillermo, que tenía un ejército de catorce mil hombres en Brandeburgo, lo trasladó a Prusia y firmó el Tratado de Rinsk de 12 noviembre con la nobleza de la Prusia Real, que contaba con los seiscientos soldados reclutados por los estados prusianos y con los tres o cuatro mil reunidos por las levas. Además, acantonó otros tres mil seiscientos soldados regulares y mercenarios en la Prusia real.
Mientras, Carlos X Gustavo de Suecia había conquistado casi toda Polonia y forzado al rey polaco Juan II Casimiro Vasa a partir al exilio. Desde Cracovia, ocupada en octubre, se dirigió al norte a someter la Prusia real, que pretendía transformar en provincia sueca. En diciembre, toda la región había sido ocupada por Suecia excepto Danzig (Gdańsk), que resistió el cerco sueco toda la guerra, y Mariemburgo (Malbork), que cayó en marzo de 1656. Thorn (Toruń) y Elbing (Elbląg), que no habían suscrito la alianza de Rinsk, se rindieron a Suecia en noviembre. Entonces Carlos Gustavo se dirigió al este y penetró con sus ejércitos en el Ducado de Prusia, siguiendo al ejército de Federico Guillermo, que se retiraba. Aunque el mariscal de campo Jorge Federico de Waldeck-Eisenberg aconsejó al gran elector enfrentarse a los suecos, este prefirió pactar con ellos en enero.

## Tratado entre Brandeburgo-Prusia y Suecia

El Ducado de Prusia y Ermland (Warmia) como feudos suecos.

Federico Guillermo recibió el Ducado de Prusia como feudo de Carlos Gustavo, y se comprometió a aportar tropas a los suecos. El Margraviato de Brandeburgo tampoco podía para formar una flota en el Báltico sin permiso de los suecos. A cambio, Federico Guillermo recibió Ermland.
En el artículo XVII del tratado, el rey sueco, luterano, obligó al elector, calvinista, a otorgar libertad de culto a los luteranos en Prusia.

## Tratado entre Brandeburgo-Prusia y Francia
El tratado franco-prusiano incluía una alianza defensiva entre las dos naciones. Se redactó el 24 de febrero y lo ratificaron el rey Luis en París el 12 de abril y Federico Guillermo en Königsberg el 24 de octubre.

## Consecuencias
Tras el Tratado de Königsberg se firmó luego el de Mariemburgo, el 25 de junio, cuando la suerte de la guerra ya había cambiado y dejado de favorecer a Suecia; para entonces Brandeburgo-Prusia estaba coligada formalmente con Suecia.
Como Federico Guillermo todavía debía vasallaje a Carlos Gustavo por Prusia, participó en la guerra y en la derrota polaca en la batalla de Varsovia en julio. Esto hizo afirmar al rey polaco Juan Casimiro Vasa —de quien Federico Guillermo había recibido Prusia como feudo antes del Tratado de Königsberg— que cuando los tártaros acabasen con los suecos, encerraría al elector «donde no luce el sol ni la luna». En agosto, Juan Casimiro ordenó a Wincenty Korwin Gosiewski invadir Prusia para «castigar la traición de Federico Guillermo». Gosiewski incendió trece ciudades y doscientos cincuenta pueblos hasta que fue expulsado de la región en octubre, y la campaña fue tan aterradora que aún se recordaba en el folclore de la zona en el siglo XX.
Acuciado por la aparición de nuevos enemigos, Carlos Gustavo firmó en enero de 1656 un nuevo pacto con Federico Guillermo, el Tratado de Labiau; este alteró lo acordado en Königsberg: liberó a los Hohenzollern del vasallaje sueco por el Ducado de Prusia a cambio de Ermland y de que los brandeburgueses participasen más activamente en la contienda. En los tratados posteriores de Wehlau y Bromberg, Juan Casimiro confirmó a Federico Guillermo la posesión de Prusia después de que este rescindiese la alianza con Suecia.